# Дмитриев, Сергей Александрович (футболист)
Серге́й Алекса́ндрович Дми́триев (укр. Сергій Олександрович Дмитрієв; 3 ноября 1978) — украинский футболист, защитник.

## Карьера
Профессиональную карьеру начал в клубе Первой лиги Украины «Шахтёр-2». В клубе дебютировал 10 августа 1996 года в матче против черноморского «Портовика» (1:0). В 1999 году выступал за российский клуб «Анжи» из Махачкалы.
В 2000 году играл за «Металлург» из Донецка, но в 2001 году вновь вернулся в «Анжи». Отыграв в клубе два года, перешёл в «СКА-Энергию» из Хабаровска. С 2004 года по 2006 год играл за криворожский «Кривбасс», с которым доходил до полуфинала Кубка Украины. Карьеру завершил в «Заре» из Луганска.